# Bahman Teymouri
Bahman Teymouri (in persiano بهمن تیموری‎; 13 aprile 1994) è un lottatore iraniano, specializzato nella lotta libera.

## Palmarès
- Campionati asiatici

kermanshah 2017: bronzo nei 74 kg.
Xi'an 2019: oro nei 79 kg.